# Allium fritschii
Allium fritschii är en amaryllisväxtart som beskrevs av Furkat Orunbaevich Khassanov och Yengal. Allium fritschii ingår i släktet lökar, och familjen amaryllisväxter. Inga underarter finns listade i Catalogue of Life.